# Casa Pons i Trabal
La Casa Pons i Trabal és un edifici modernista situat al carrer de Balmes, 81-81 bis de Barcelona, catalogat com a bé cultural d'interès local.

## Història
Va ser projectat el 1908 per l'arquitecte Joan Baptista Pons i Trabal per a si mateix.

## Descripció
Consta de planta baixa (desdoblada en entresol i semisoterrani) i cinc pisos, amb un terrat pla transitable. Té dues escales de veïns, cadascuna amb la seva entrada independent.
La composició de la façana s'estructura en tres eixos de dues obertures cadascun. Els dos primers eixos corresponen al núm. 81 i l'altre al 81 bis, tot trencant-se la simetria del conjunt pel balcó corregut de la planta principal, fora de l'eix central de la façana que emfatitza la porta d'entrada, també descentrada respecte de l'eix de simetria. La planta baixa té un tractament diferenciat, amb acabat de pedra mitjançat filades de carreus. Destaca la decoració vegetal dels muntants i les claus dels arcs de les portalades, que s'emmarquen dins dels paràmetres decoratius del període modernista en què es va construir l'edifici. Cal remarcar les finestres de l'entresol, amb esveltes columnes i vitralls de colors.
La resta de nivells s'obren a la façana a través de finestres ricament decorades amb motius vegetals que tenen continuïtat als balcons en voladís que es desenvolupen a tot el frontis. Els balcons del pis principal i del primer engloben dues obertures amb un mateix voladís, mentre que als dos nivells següents, cada finestra presenta un balcó independent. La solució del balcó doble es recupera al darrer pis, on les finestres adquireixen un major protagonisme. Destaca en aquest sentit la decoració de les llindes de les finestres (de pedra artificial) amb motius vegetals i florons de línies corbes que s'estén cap a la banda inferior del voladís del balcó i que dona així continuïtat i profusió a l'ornamentació. Aquesta decoració es completa amb les baranes de ferro curvilínies, on es disposen uns elements vegetals que s'entrellacen als barrots. El revestiment esgrafiat de la façana és un dels elements més característics de la finca. Un altre element interessant és el coronament, amb una cornisa mixtilínia que envolta a través de perfil corbs -a manera d'arqueries- les finestres del darrer pis. Es clou el conjunt amb pinacles florals.